# Rue Rabelais (Rennes)
 (février 2019).
Si vous disposez d'ouvrages ou d'articles de référence ou si vous connaissez des sites web de qualité traitant du thème abordé ici, merci de compléter l'article en donnant les références utiles à sa vérifiabilité et en les liant à la section « Notes et références ».
Pour les articles homonymes, voir Rue Rabelais.
La rue Rabelais est une voie du quartier Sud-Gare, sous-quartier Villeneuve de Rennes en Bretagne.

## Situation et accès
Elle commence rue Ginguené et se termine boulevard Georges Clémenceau. Elle est scindée en deux parties par le boulevard Jacques Cartier. On distingue la section Nord (numéros 1 à 17), la section Sud (numéros 19 à 67).
Elle mesure 575 mètres de long sur une largeur de 4,5 mètres.

## Origine du nom
Cette voie qui rend hommage à François Rabelais, écrivain (1495 - 1553), fut dénommée par délibération du Conseil Municipal de la Ville de Rennes le 31 décembre 1928.

## Équipements
On trouve dans la rue :
Section Nord
- La maison des Ateliers[3]
- Jardin Albert-Renouf[4]
- Salle de quartier

Section Sud
- Les Petits Frères des Pauvres de Rennes[5]
- La caserne de région de gendarmerie de bretagne[6]
- La D.I.R.I.S.I de Rennes[7]
- Brigade numérique de la gendarmerie nationale[8]

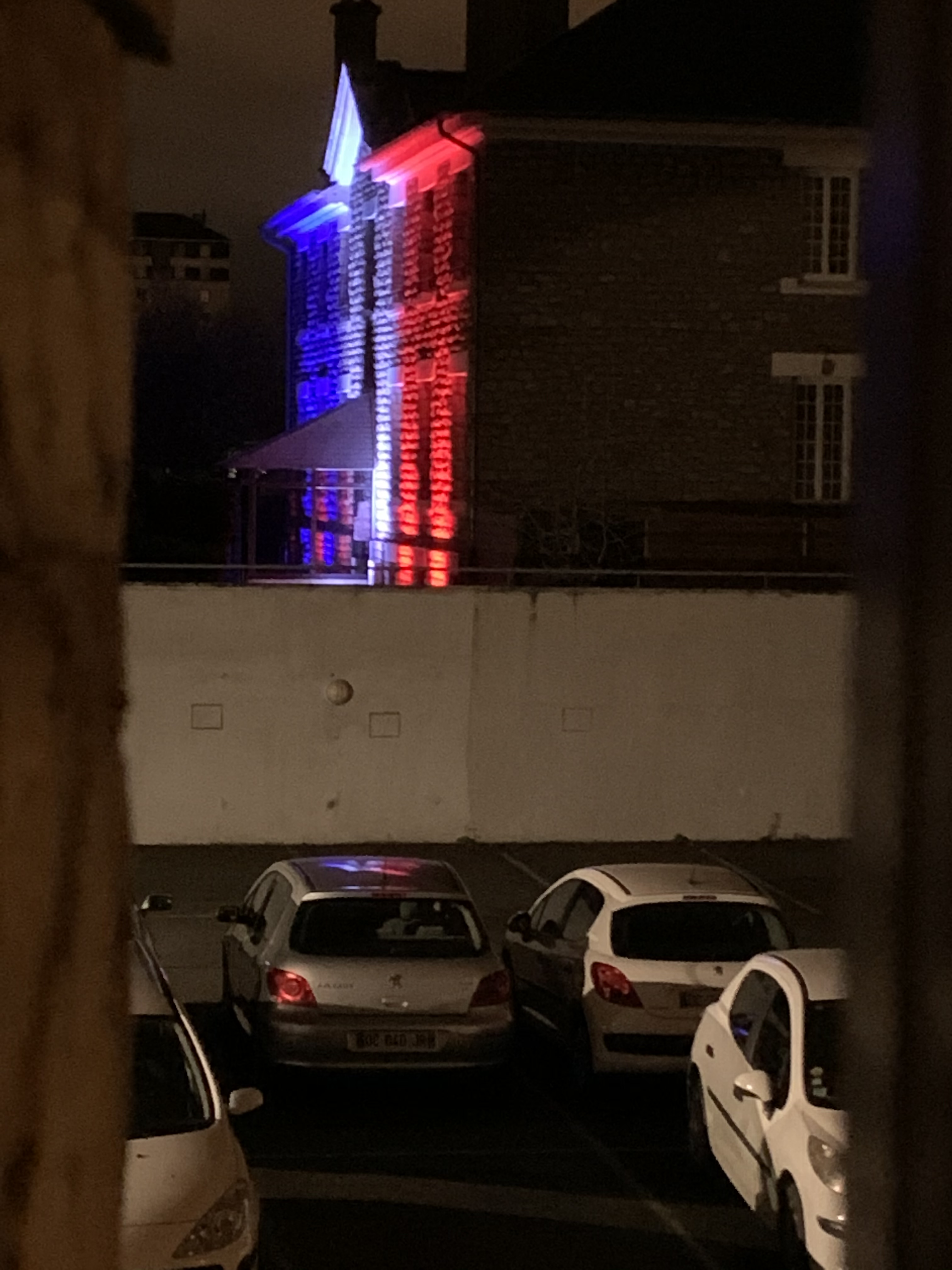
Bâtiment de la caserne Guillaudot illuminée du drapeau tricolore.